# Friedrich Kellner
Pour les articles homonymes, voir Kellner.
August Friedrich Kellner (né à Vaihingen-sur-l'Enz le 1er février 1885 et mort le 4 novembre 1970 à Lich, en Allemagne, à l'âge de 85 ans) est l'auteur d'un journal personnel. Greffier de justice pendant la Seconde Guerre mondiale, il écrit secrètement son journal (en) durant toute la durée de la guerre. Il s'en expliquera ainsi en 1968 :

« Je ne pouvais pas combattre les nazis dans le présent, je me suis donc décidé à les combattre  dans le futur, en donnant aux générations à venir une arme contre toute résurgence  d’un tel mal. Mes rapports de témoin oculaire devaient rendre compte des actes de barbarie et montrer également la façon d’y mettre fin. »

## Biographie
August Friedrich Kellner est né à Vaihingen-sur-l'Enz (Land de Bade-Wurtemberg), futur site d'un camp de travail nazi. Il était l’unique enfant de Georg Friedrich Kellner, boulanger à Arnstadt en Thuringe, et de Barbara Wilhelmine Vaigle de Bissingen sur l'Enz. Ses parents étaient tous deux luthériens.
Friedrich a quatre ans quand sa famille part à Mayence, où son père devient maître boulanger à la firme « Goebels Zuckerwerk ».
En décembre 1902, à l'âge de 17 ans, Friedrich Kellner passe son brevet d’études secondaires au collège Goethe de Mayence. Il débute alors en tant que jeune clerc au tribunal de Mayence. Il y travaillera de 1903 à 1933, deviendra premier clerc, puis comptable et enfin inspecteur de justice.

### Service militaire et mariage
En 1907 et 1908 Kellner fait son service militaire en tant que réserviste, dans le 6e régiment du corps d'infanterie de Grossherzogin (3e Grand Duché de Hesse) nº 117 à Mayence.
En 1913, il épouse Pauline Preuss, originaire de la ville de Mayence. Leur unique enfant, Karl Friedrich Wilhelm Kellner, naît trois ans plus tard.
Quand en 1914 éclate la Première Guerre mondiale, Kellner est appelé au service actif en tant qu’officier suppléant dans le régiment d’infanterie du Prinz Carl (4e régiment de Hesse) nº 118, à Worms. Il se bat en France sur la Marne. Blessé près de Reims, il est envoyé en convalescence à l’hôpital Saint-Roch à Mayence.

### Activités politiques

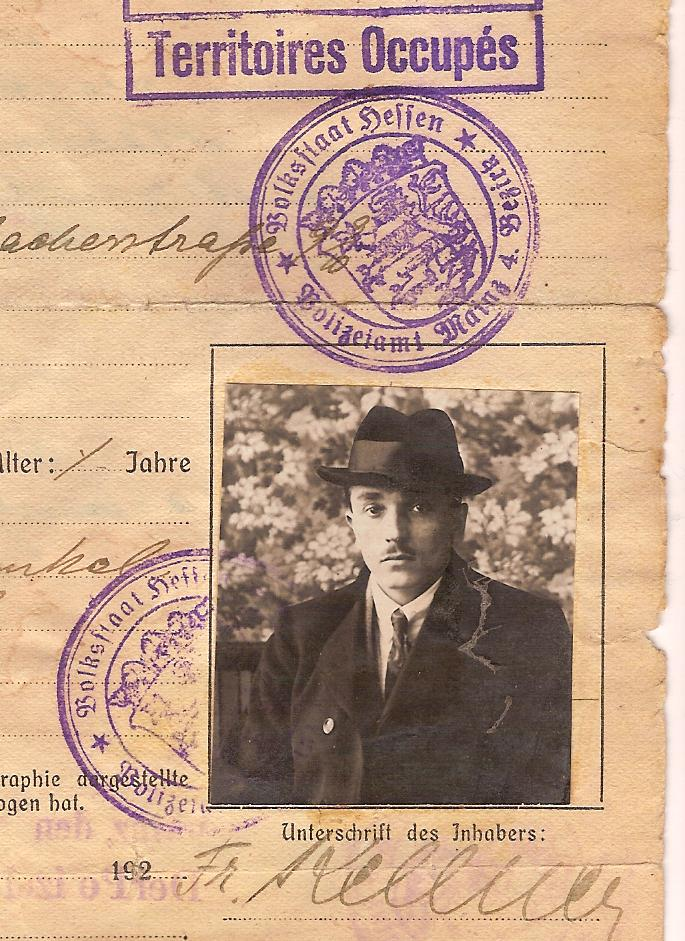
Carte d'identification de Friedrich Kellner en 1923, pendant la réoccupation de Mayence.

En dépit de sa loyauté à l’Empire, Kellner se réjouit de la naissance de la démocratie allemande après la guerre. Il devient un organisateur politique passionné du Parti social-démocrate d'Allemagne (SPD). Dès les premiers jours de la République de Weimar, il prend position contre les dangers qu’il prévoit, venant des extrémismes tels que le communisme et le national-socialisme. Lors de  manifestations, Kellner arbore au-dessus de sa tête le livre écrit par Adolf Hitler Mein Kampf et déclare à haute voix : « Gutenberg, tes machines à imprimer ont été violées par ce livre satanique ». Plus d’une fois Kellner est battu et menacé par des voyous nazis.
Deux semaines avant qu’Hitler ne devienne chancelier du Reich et que ne débutent sérieusement les poursuites contre les opposants politiques du régime, Kellner emmène sa femme et son fils en sécurité vers l’intérieur du pays, à Laubach-Hesse. Il y travaillera comme inspecteur de justice au tribunal du district. En 1935, son fils August émigre vers les États-Unis afin d’éviter d’être enrôlé dans l’armée d’Hitler.
Durant le pogrom de novembre 1938, connu également sous le nom « Nuit de Cristal », les époux Kellner tentent d’aider leurs voisins juifs. Ils sont avertis qu’ils subiront le même destin que leurs voisins s’ils poursuivent leur résistance au régime nazi.
Ils risquent tous deux d’être envoyés dans un camp de concentration s’ils continuent d’avoir une « mauvaise influence » sur la population de Laubach. Un rapport écrit par le responsable nazi du district, Hermann Engst, montre bien que les autorités avaient prévu de punir Kellner à la fin de la guerre. Comme il ne pouvait plus continuer à agir ouvertement contre le régime, Kellner se décide à confier ses pensées à un journal personnel ; il en commence la rédaction le premier jour de la guerre. Il souhaitait que son fils aux États-Unis et que les générations futures sachent que la démocratie doit toujours s’opposer aux dictatures. Il voulait prévenir chacun de résister à la tyrannie et au terrorisme, et de ne pas se laisser berner par la propagande.
À la fin de la guerre, Friedrich Kellner avait écrit 861 pages organisées en dix volumes.

### Après la guerre
Après la guerre, Kellner aide le parti SPD de Laubach à reconstruire le pays, et en devient chef dans cette ville. Durant les années 1945-46, il est adjoint au maire de Laubach et participe à la dénazification, puis de 1956 à 1960, est premier conseiller municipal et de nouveau adjoint au maire.
De 1933 à 1947, Kellner maintient ses fonctions de directeur administratif en chef au tribunal de Laubach. De 1948 à 1950, il sera inspecteur comptable pour la région. En 1950, bien qu’il soit à la retraite, il continue de travailler comme conseiller juridique durant trois ans au tribunal de première instance de Laubach.
En 1968, Kellner remet les dix volumes de son journal à son petit-fils américain, Robert S. Kellner, pour les faire traduire en anglais et publier.
Kellner meurt le 4 novembre 1970. Il est enterré aux côtés de sa femme et de ses parents dans le cimetière principal de Mayence.

## Œuvre

### Journal de Friedrich Kellner
Le journal de Kellner (en) (Mein Widerstand, « Ma résistance ») compte 10 volumes et 861 pages. Il contient 676 entrées en écriture Sütterlin – chacune datée individuellement entre septembre 1939 et mai 1945. Plus de 500 coupures de journaux sont collées dans le journal intime.

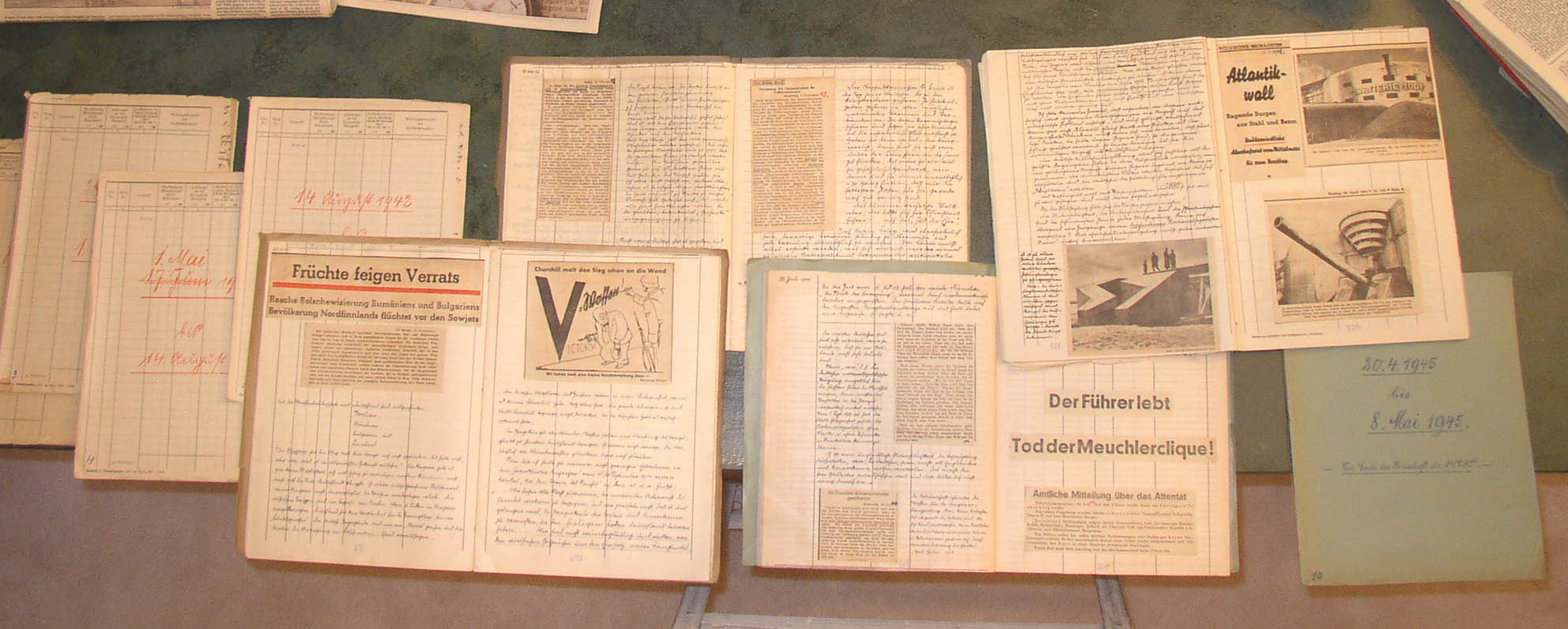
Journal de Friedrich Kellner

Kellner n’a pas écrit son journal uniquement pour relater en détail les événements de ces années-là, mais  pour montrer aussi aux générations futures comment éviter que le totalitarisme ne revienne et pour montrer sa résistance  à toute idéologie qui menace la liberté de l’individu et bafoue la vie humaine.

### Accueil
- À l’université Justus Liebig de Giessen (Gießen) a été créé le Projet Kellner, au département de recherches sur l'Holocauste. Le directeur adjoint au département, Sascha Feuchert, considère l’œuvre de Kellner comme un des journaux intimes les plus complets.
- Au printemps 2005, lors de la commémoration du 60e anniversaire du Jour de la Libération de l'Europe, Le Journal de Kellner a été exposé à la Bibliothèque George Bush au Texas.
- Le journal Giessener Anzeiger et le groupe local de travail de Laubach ont présenté en septembre 2005 une exposition sur Kellner au musée populaire de Laubach.
- À l’été 2006, Le Journal de Kellner a été exposé au musée de l'Holocauste de Houston, au Texas.
- En 2007, Abella Entertainment, compagnie cinématographique canadienne, a tourné sur le journal un documentaire de 60 minutes intitulé My Opposition: the Diaries of Friedrich Kellner (en).